# Leonardo Alenza
Leonardo Alenza y Nieto (n. 6 noiembrie 1807, Madrid, Madrid⁠(d), Spania – d. 30 iunie 1845, Madrid, Noua Castilie⁠(d), Spania) a fost un pictor și gravor spaniol în stil romantic; asociat cu mișcarea Costumbrista.

## Biografie
Tatăl său, Valentín, a fost angajat guvernamental și poet amator, care a reușit să publice câteva poezii în Diario de Madrid. Mama lui a murit în jurul anului 1813, când el avea doar șase sau șapte ani.

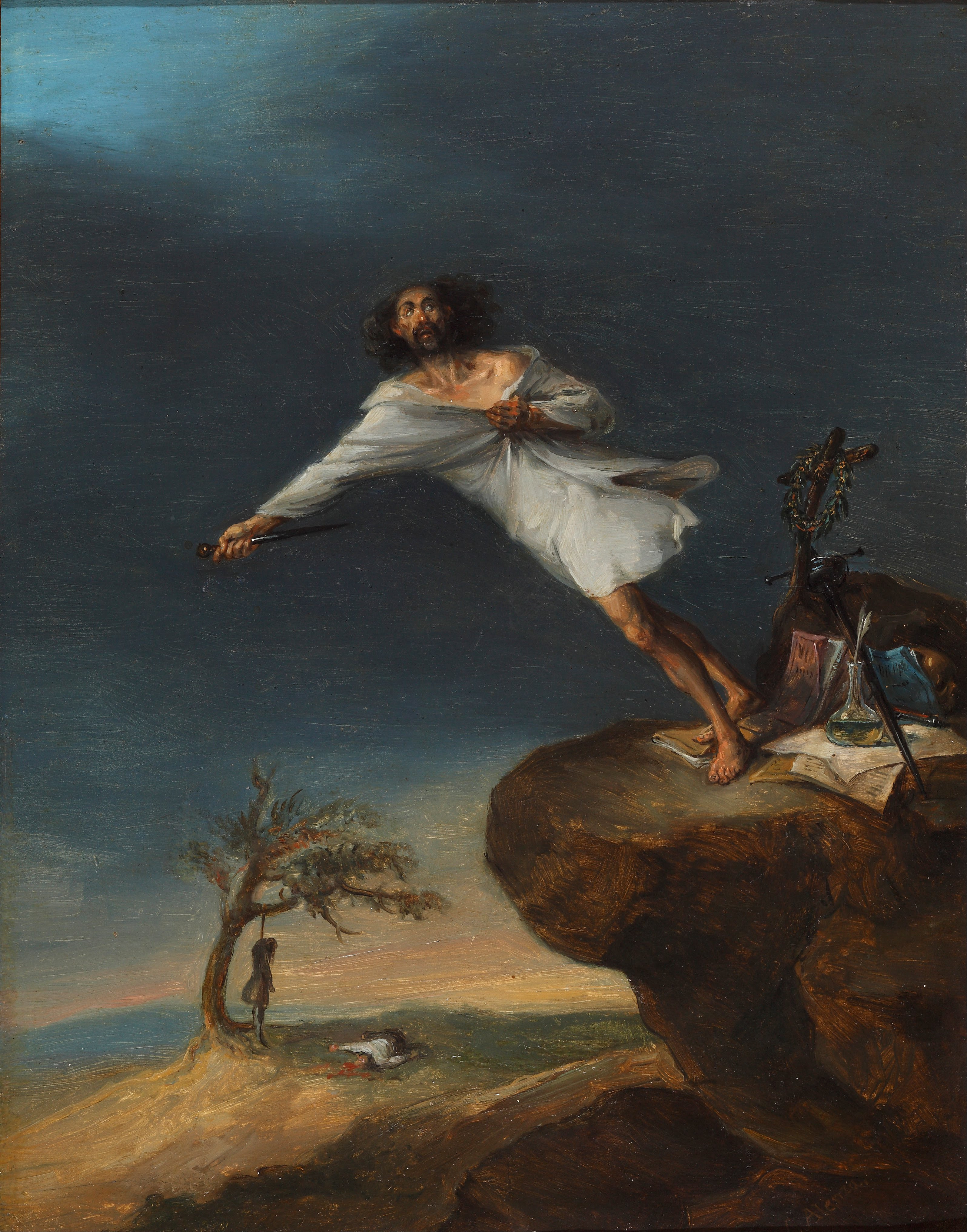
Satiră despre sinuciderea romantică (1839), cea mai cunoscută lucrare a sa.

În 1817, tatăl său s-a recăsătorit. Mama lui vitregă era cu doar unsprezece ani mai în vârstă decât el. La scurt timp după aceea, familia s-a mutat din cartierul aglomerat în care locuiau, pe o stradă mai liniștită din apropierea unei mănăstiri iezuite. Probabil și-a început studiile superioare acolo, la Colegio Imperial de la Compañía de Jesús⁠(d).
În 1819, la vârsta de 16 ani, a fost înscris la Academia de San Fernando, unde a studiat inițial cu pictorii Zacarías González Velázquez, Juan Antonio Ribera⁠(d) și José Aparicio, precum și cu gravorul Vicente Peleguer (1793-1865) și sculptorul Esteban de Agreda (1759–1842). Și-a terminat studiile acolo cu José Madrazo⁠(d).
A rămas atașat la Academie până în 1833, când a primit o comandă de la Ayuntamiento⁠(d) din Madrid să picteze un tablou alegoric al Isabellei devenind regină la vârsta de trei ani. În anul următor, a creat un cenotaf în cinstea regretatului rege Fernando al VII -lea, compus din cinci panouri realizate în Grisaille⁠(d).
În 1838, a început să furnizeze desene pentru Semanario Pintoresco Español, publicat de Ramón de Mesonero Romanos, și a expus câteva capriccios la Academie. Doi ani mai târziu, a colaborat cu Semanario pentru a produce ilustrații pentru o nouă ediție a romanului Gil Blas⁠(d) și operele complete ale lui Francisco de Quevedo. De asemenea, a creat decorațiuni pentru popularul Café de Levante.
În 1842, Academia i-a acordat titlul de „Académico de Mérito” pentru pictura cu David tăind capul lui Goliat. Aceasta avea să fie ultima lui lucrare majoră, deoarece suferea de tuberculoză de câțiva ani și avea o sănătate foarte proastă. În ciuda acestui fapt, a reușit să slujească drept profesor timp de câteva luni.
Între timp, locuia într-un hambar de vaci, pentru că se convinsese că aburii de acolo erau benefici. A murit în 1845, la vârsta de 38 de ani. Devenise sărac până atunci, iar prietenii lui au trebuit să intervină pentru a preveni înmormântarea lui într-o groapă comună.

## Alte tablouri selectate

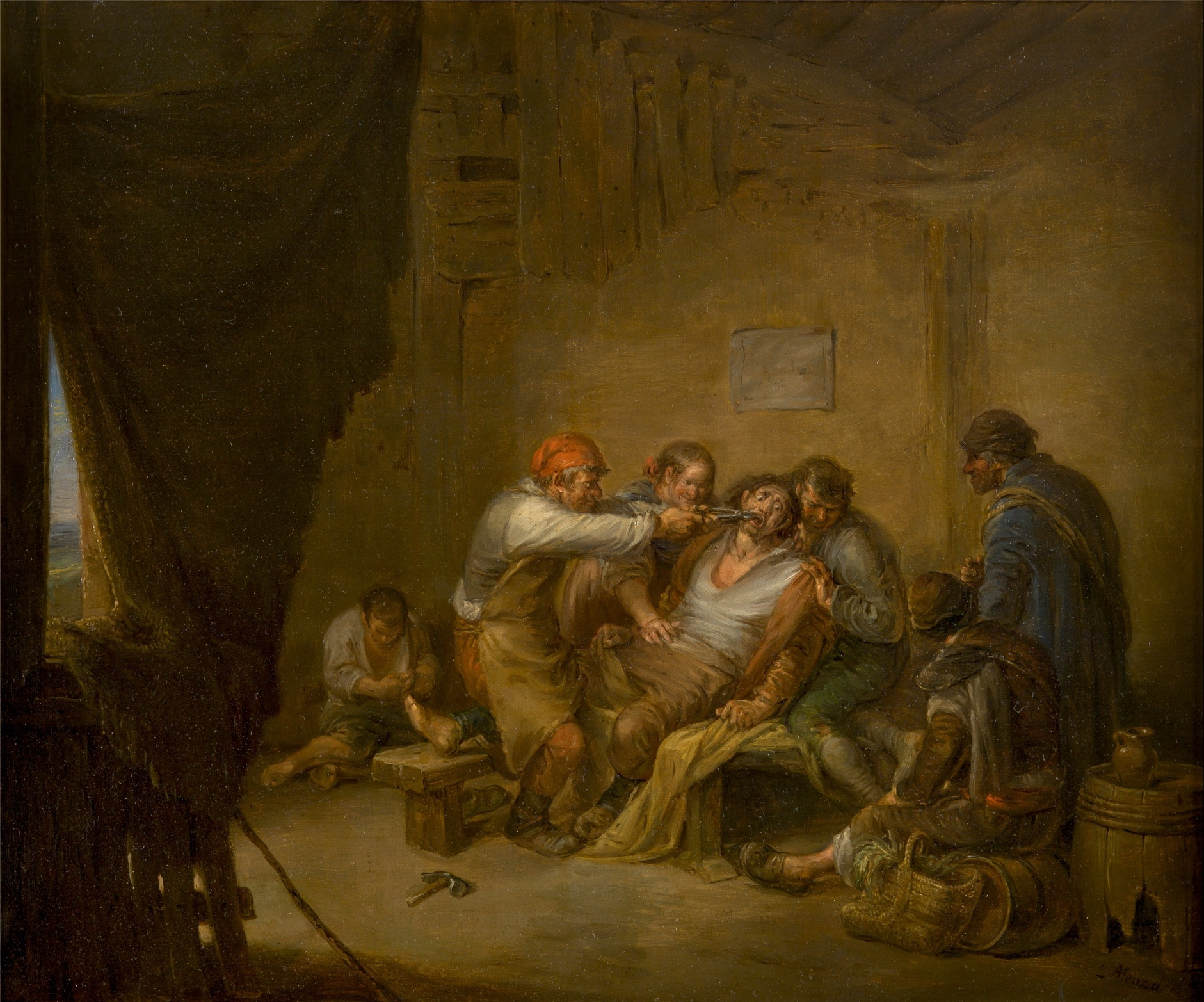
Extractorul de dinți
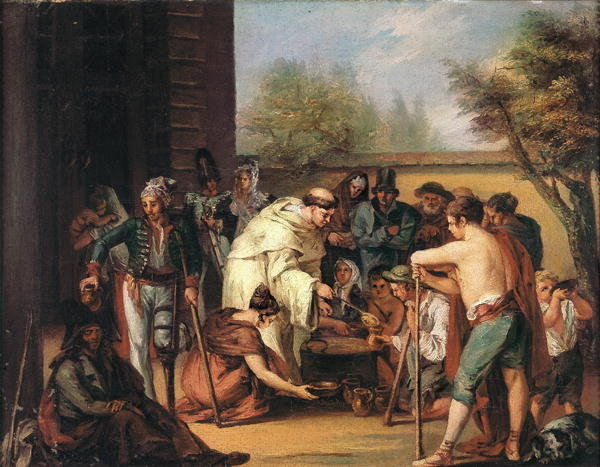
Distribuind supa
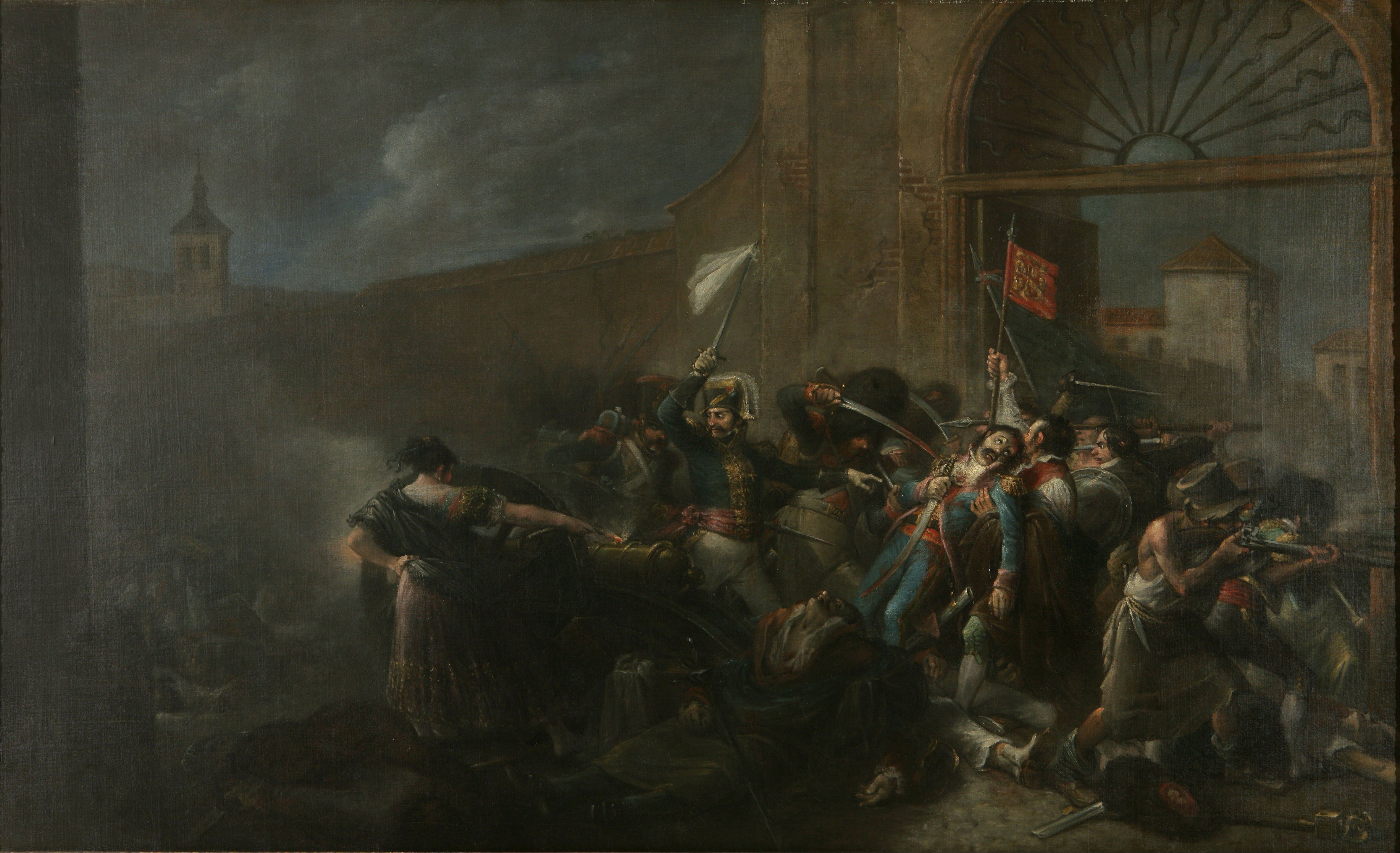
The Moartea lui Luis Daoíz y Torres⁠(d)
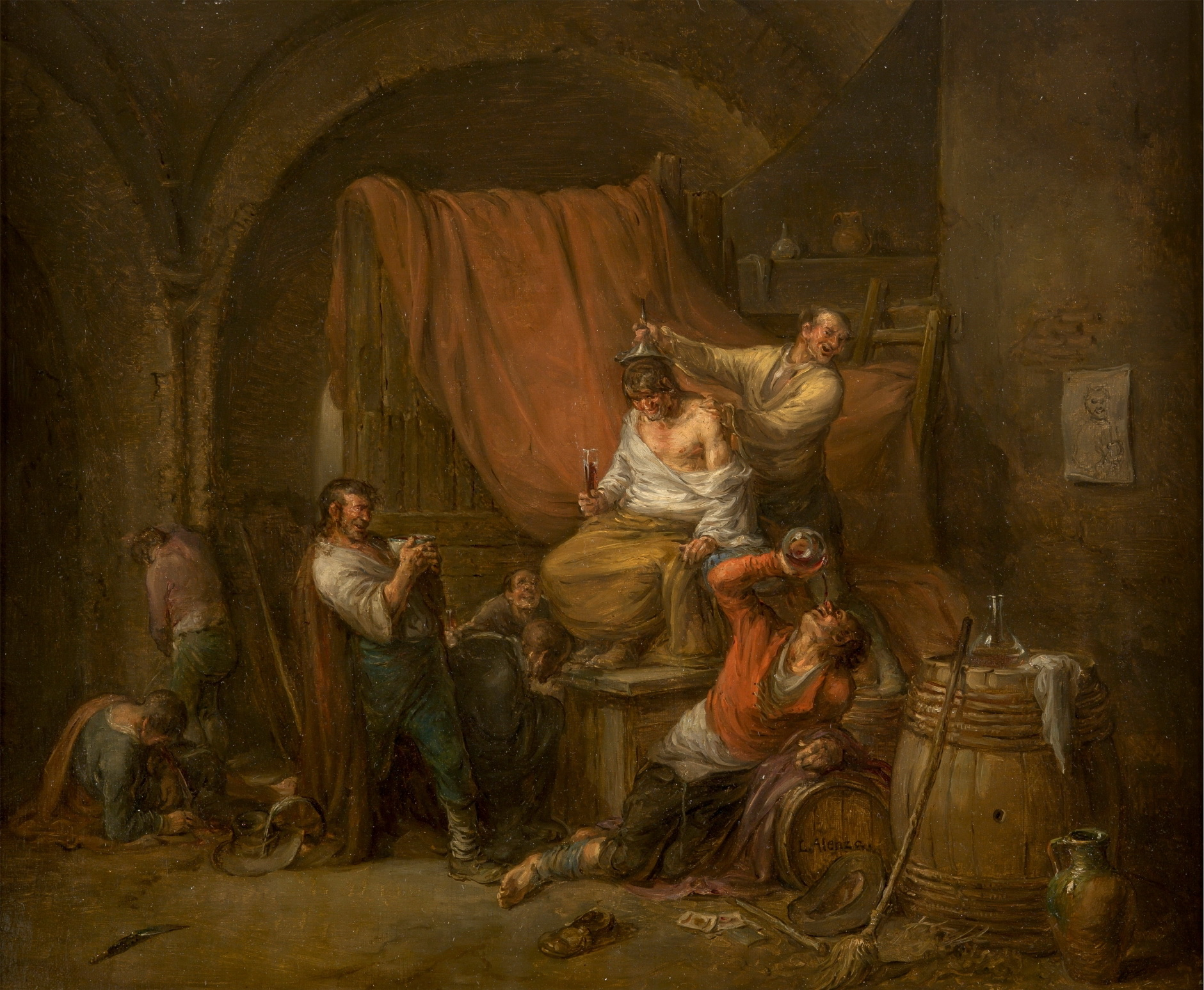
Triumful lui Bacchus